# پیشامد تنگه کرچ
پیشامد تنگهٔ کرچ یک حادثهٔ بین‌المللی بود که در ۲۵ نوامبر ۲۰۱۸ در تنگهٔ کرچ رخ داد و طی آن گارد ساحلی سرویس امنیت فدرال روسیه (FSB) سه کشتی نیروی دریایی اوکراین را پس از تلاش برای جابه‌جایی از دریای سیاه به سمت دریای آزوف از طریق تنگه در مسیرشان به بندر ماریوپل مورد تیراندازی قرار دادند و آن‌ها را دستگیر کردند. این نخستین بار بود که نیروهای روسیه آشکارا با نیروهای اوکراینی در جریان درگیری روسیه و اوکراین درگیر شدند.
در سال ۲۰۱۴، روسیه شبه‌جزیره کریمه را که در سطح بین‌المللی به‌عنوان سرزمین اوکراین به رسمیت شناخته شده است، ضمیمهٔ خود کرد. سپس پل کریمه را بر روی تنگه ساخت. بر اساس پیمان ۲۰۰۳، تنگه و دریای آزوف به‌عنوان آب‌های سرزمینی مشترک هر دو کشور و دسترسی آزادانه در نظر گرفته شده است. روسیه نیز به نوبهٔ خود اصرار دارد که درحالی‌که پیمان ۲۰۰۳ از نظر قانونی معتبر است، کشتی‌های اوکراینی باید پیش از ورود به آب‌های روسیه در کرانهٔ کریمه به عنوان هر گذرگاه آبی فراملی، که توسط کنوانسیون ملل متحد در مورد حقوق دریاها تنظیم می‌شود، مجوز بخواهند. الحاق کریمه به روسیه توسط اوکراین به رسمیت شناخته نمی‌شود، بنابراین اوکراین باور دارد که استناد به یک معاهدهٔ بین‌المللی در رابطه با آب‌های کریمه غیرقانونی است.
درحالی‌که ناوگان متشکل از دو قایق توپدار و یک یدک‌کش به تنگهٔ کرچ نزدیک می‌شد، گارد ساحلی روسیه گفت که آن‌ها مکرراً از کشتی‌های اوکراینی خواسته‌اند که از آنچه به عنوان «آب‌های سرزمینی روسیه» یاد می‌کنند، خارج شوند. آن‌ها گفتند که کشتی‌ها از روال رسمی عبور از تنگه پیروی نکرده‌اند. اوکراین گفت که از پیش به روس‌ها اطلاع داده است که کشتی‌ها از طریق تنگه حرکت خواهند کرد، و این‌که کشتی‌ها با روس‌ها تماس رادیویی برقرار کرده‌اند، اما پاسخی دریافت نکرده‌اند. روس‌ها سعی کردند کشتی‌های اوکراینی را متوقف کنند، اما آن‌ها به حرکت خود در جهت پل ادامه دادند. هنگامی که آن‌ها به پل نزدیک شدند، مقامات روسی یک کشتی باری بزرگ را زیر آن قرار دادند و مانع عبور از دریای آزوف شدند. کشتی‌های اوکراینی به مدت هشت ساعت در تنگه لنگر انداخته بودند و سپس برای بازگشت به بندر اودسا بازگشتند. گارد ساحلی روسیه هنگام خروج از منطقه آن‌ها را تعقیب کرد و بعداً در آب‌های بین‌المللی در سواحل کریمه به کشتی‌ها شلیک کرد و آن‌ها را توقیف کرد. در این درگیری سه خدمهٔ اوکراینی مجروح شدند و تمامی بیست و چهار ملوان اوکراینی کشتی‌های توقیف شده توسط روسیه بازداشت شدند.
رئیس‌جمهور اوکراین این حادثه را پیش‌روی احتمالی یورش روسیه توصیف کرد و حکومت نظامی را در امتداد مرز با روسیه و در مناطق ساحلی دریای سیاه اعلام کرد که در ۲۶ دسامبر ۲۰۱۸ منقضی شد. دولت روسیه این حادثه را تحریک عمدی پترو پوروشنکو رئیس‌جمهور اوکراین در آستانهٔ انتخابات ریاست جمهوری اوکراین در سال ۲۰۱۹ خواند. این حادثه چند روز پیش از اجلاس G20 بوئنوس آیرس در سال ۲۰۱۸ رخ داد. رهبران غربی زمانی که از تحریم‌ها علیه روسیه صحبت می‌کردند به آن اشاره کردند.

نقشهٔ پیشامد تنگهٔ کِرچ در ۲۵ نوامبر ۲۰۱۸

دونالد ترامپ، رئیس‌جمهور ایالات متحده، دیدار برنامه‌ریزی‌شده با ولادیمیر پوتین، رئیس‌جمهور روسیه در جریان اجلاس سران گروه ۲۰ در آرژانتین را لغو کرد و مدعی شد که تنها دلیل آن وضعیت کشتی‌ها و ملوانان اوکراینی است.